# Sân vận động Trung tâm (Yekaterinburg)
Sân vận động Trung Tâm (tiếng Nga: Центральный стадион, translit. Tsentralnyi Stadion) là một sân vận động tổ hợp ở Yekaterinburg, Nga. Sân có sức chứa 35.000 chỗ ngồi.
Đây là 1 trong 12 địa điểm ở 11 thành phố có vinh dự được tổ chức World Cup 2018 ở Nga .Sân sẽ mang tên là Ekaterinburg Arena trong suốt thời gian diễn ra World Cup 

## Lịch sử

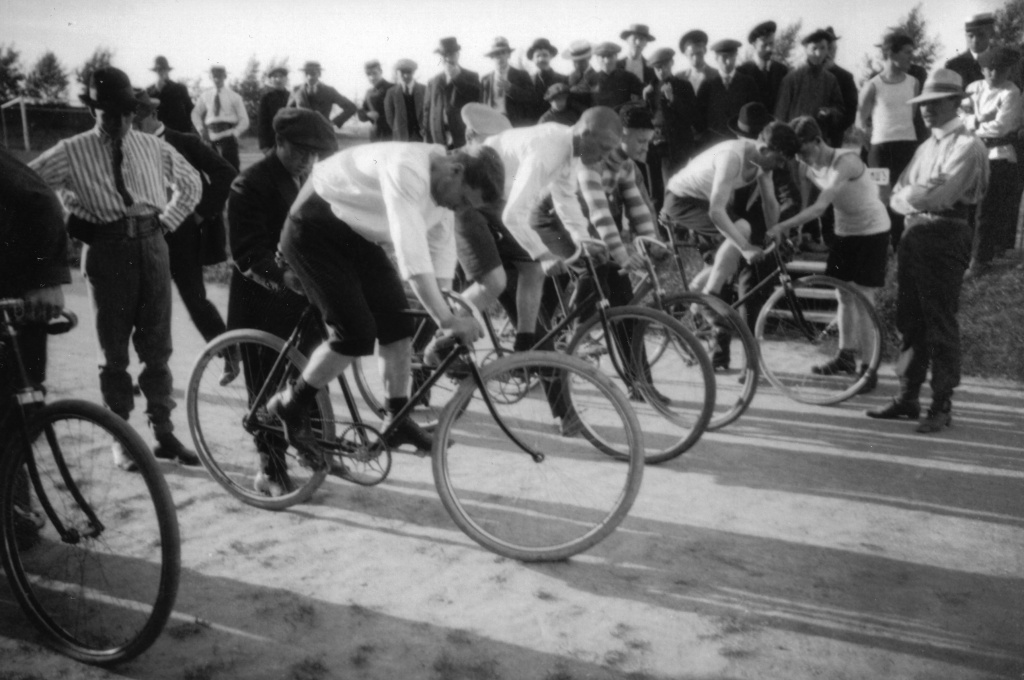
Cuộc đua xe đạp ở ngoại ô yekaterinburg năm 1913

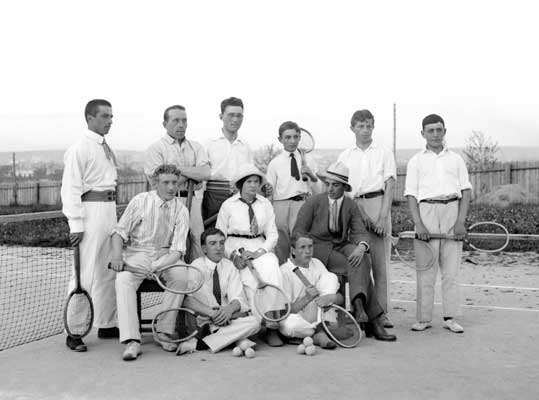
Sân Tennis cho những vận động viên đua xe đạp năm 1913

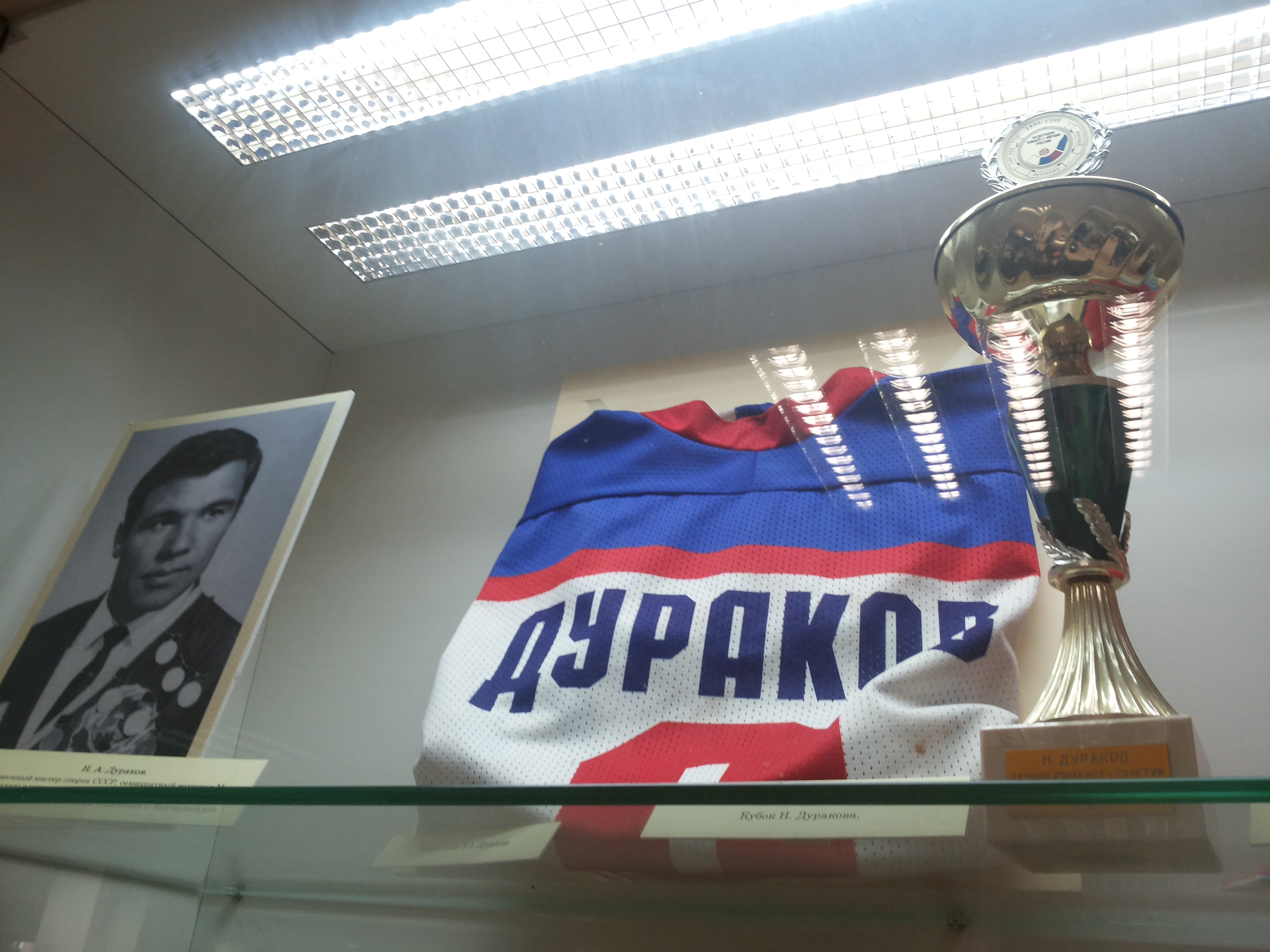
Tôn Vinh Nikolay Durakov

Sân vận động Trung Tâm được xây vào năm 1957.Trước đó nơi đây từng là những khu thể thao:1900-trường đua xe đạp,1928-sân vận động địa phương và năm 1936 là sân hockey.Đây là nơi từng diễn ra hàng nghìn các sự kiện thể thao cũng như giải trí.Sau khi chính thức được mở cửa,trong những năm đầu tiên đây là nơi chủ yếu diễn ra các giải trượt băng tốc độ như Giải Trượt băng đồng bộ tốc độ thế giới năm 1959 và Liên Xô năm 1958,1962,1964,1966 (với nhiều kỷ lục thế giới mới được phá), và trong giai đoạn từ năm 1964-73 rất nhiều cuộc đối đầu giữa những đội tuyển trượt băng tốc độ mạnh của thế giới(Liên Xô, Na Uy, Thụy Điển và Phần Lan).Đồng thời cũng là khoảng thời gian mà SKA-Sverdlovsk là một trong những câu lạc bộ nổi tiếng nhất trên thế giới. Sân vận động còn tổ chức Giải vô địch Spartakiad Liên Xô năm 1962,1966,1974 và 1978  và các giải đấu trong nước và quốc tế khác
.
Năm 2004 sân vận động trở thành 1 tài sản công cộng (năm 2010 các cổ đông bao gồm-Sverdlovsk Oblast - 25% cổ phần cộng 1 trái phiếu Chính Quyền thành phố Ekaterinburg - 25% cổ phần cộng 1 trái phiếu, và công ty cổ phần "Sinara Group" - 50% cổ phần trừ 2 trái phiếu). Từ tháng 9 năm 2006 đến năm 2011 sân đã được tái xây dựng trên quy mô lớn nhằm phục vụ World Cup 2018,tạm thời các khán đài mà mở rộng ra bên ngoài đường bao đã được xây dựng để đáp ứng yêu cầu sức chứa 35,000 khán giả của FIFA.

## Tái thiết
Sức chứa sau tái thiết sẽ là 35,000 người gồm ba loại ghế ngồi bao gồm khu đặc biệt dành cho người tàn tật và khu cho cổ động viên.Ở khán đài phía đồng và tây mái che sẽ có độ phủ 30% chỗ ngồi.Các hệ thống an ninh,giám sát,truyền hình,máy quay và phát thanh sẽ được lắp đặt với chất lượng cao và an toàn.
Bộ phận chủ yếu của sân là sự kết hợp giữa 1 mặt sân cỏ tự nhiên có kích thước 105x68m và 1 khu phức hợp điền kinh gồm 8 đường chạy,những khu vực cho nội dung nhảy xa,nhảy 3 bước và đẩy tạ.Grand Sports Arena (BSA) sẽ đáp ứng được những tiêu chuẩn quốc tế của FIFA và UEFA, Liên đoàn điền kinh Nga, cũng như các cơ quan quốc tế, các sự kiện và các buổi hòa nhạc.Dưới các khán đài sẽ là những khu thể thao,cho thuê làm nhà tập điền kinh,tòa án,y tế và các khu ăn uống hiện đại.Gần khu trung tâm thể thao sẽ là bãi đỗ xe và các khu thể thao:Sân bóng đá nhân tạo và sân tennis.
Ngoài ra,nó còn được trang bị 8 buồng bình luận trên đài và TV,lều báo và phòng họp báo.Mặt sân được sưởi ấm và có hệ thống tưới nước tự động sẽ được lắp đặt cho mùa giải sau.
Trong sân vận động dự định cũng sẽ có 1 trung tâm thể hình (2500-3000m2) và trung tâm Valeological (1500 m2) mà sẽ có hệ thống đồ ăn nhanh phục vụ khán giả và 1 nhà hàng với 200-300 chỗ ngồi.
Sân vận động sẽ được trang bị hệ thống cửa vào hiện đại,hệ thống an ninh và sơ tán đạt chuẩn quốc tế.Hơn nữa sẽ có 1 khách sạn được xây dựng gần sân và 1 bãi đỗ xe với sức chứa 3200 chiếc.

## Tiến độ
Tháng 11 năm 2010,công đoạn xây dựng thêm 2 khán đài có cấu trúc hình chữ nhật-phía bắc và phía nam-đã được hoàn thành.Công việc lắp mái che với hệ thống địa nhiệt cũng đều tươm tất.Những công đoạn khác như làm đẹp cỏ,tổ chức và xây dựng khu đỗ xe cho các trạm truyền hình di động,đặc biệt là các khu phức hợp thể thao đã được hoàn thiện.Mặc dù vậy bức tường thành bên ngoài vẫn dữ được nét cổ kính của nó.Việc sửa soạn lắp đặt hệ thống chỗ ngồi cho cổ động viên đã được tiến hành.Quỹ ổn định đã được chu cấp hết vào mùa hè năm 2011 và tháng 10 năm 2015 sự tái thiết bắt đầu được thi công.

## Các trận đấu quốc tế
| 6 tháng 9 năm 2012   |   |                   |     |
| Nga U-21             | – | Ba Lan U-21       | 4:1 |
| 10 tháng 9 năm 2012  |   |                   |     |
| Nga U-21             | – | Moldova U-21      | 2:2 |
| 16 tháng 10 năm 2012 |   |                   |     |
| Nga U-21             | - | Cộng Hòa Séc U-21 | 2:2 |

## FIFA World Cup 2018
Sân vận động Trung tâm Yekaterinburg diễn ra 4 trận đấu ở vòng bảng, bao gồm:
| Ngày                     | Thời gian          | Đội #1   | KQ. | Đội #2    | Vòng   | Khán giả |
| ------------------------ | ------------------ | -------- | --- | --------- | ------ | -------- |
| Ngày 15 tháng 6 năm 2018 | 17:00 YEKT (UTC+5) | Ai Cập   | 0–1 | Uruguay   | Bảng A | 27,015   |
| Ngày 21 tháng 6 năm 2018 | 20:00 YEKT (UTC+5) | Pháp     | 1–0 | Perú      | Bảng C | 32,789   |
| Ngày 24 tháng 6 năm 2018 | 20:00 YEKT (UTC+5) | Nhật Bản | 2–2 | Sénégal   | Bảng H | 32,572   |
| Ngày 27 tháng 6 năm 2018 | 19:00 YEKT (UTC+5) | México   | 0–3 | Thụy Điển | Bảng F | 33,061   |